# Christiane Nüsslein-Volhard
Christiane Nüsslein-Volhard, född 20 oktober 1942 i Heyrothsberge nära Magdeburg, är en tysk biolog och genetiker. Hon tilldelades, tillsammans med Edward B. Lewis och Eric F. Wieschaus
Nobelpriset i fysiologi eller medicin 1995 "för deras upptäckter rörande den genetiska styrningen av embryots tidiga utveckling".
Genom experiment på bananflugor, Drosophila melanogaster upptäckte Nüsslein-Volhard och Wieschaus ett litet antal gener, däribland hedgehog, av stor betydelse för bestämmandet av en övergripande "ritning" för embryots utveckling och bildandet av kroppssegement. Lewis undersökte vidare utvecklingen av enskilda kroppssegment till specialiserade organ. Lewis upptäckte att generna som styrde denna utveckling var placerade på kromosomen i samma ordning som ordningen mellan segmenten. Först kom gener som styrde utvecklingen av huvudet, gener i mitten styrde utvecklingen av det mellersta segement och de sista generna kontrollerade utformningen av "svans"-segmentet. Tillsammans har deras upptäckter haft stor betydelse för att förklara olika missbildningar vid den embryonala utvecklingen hos bland annat människan.
1991 tilldelades hon Albert Lasker Basic Medical Research Award.

## Utmärkelser
- Asteroiden 15811 Nüsslein-Volhard är uppkallad efter henne.[7]

- Gottfried Wilhelm Leibniz-priset,  1986
- Carus-priset,  1989
- Rosenstielpriset,  1989[8]
- Utländsk ledamot av Royal Society,  28 juni 1990[9]
- Albert Lasker Basic Medical Research Award,  1991[10]
- Keith R. Porter-föreläsning,  1991
- Louis Jeantet-priset i medicin,  1992[11]
- Mendel Medal,  1992[12]
- Otto Bayer-priset,  1992
- Alfred P. Sloan, Jr. Prize,  1992[13]
- Otto Warburg-medaljen,  1992[14]
- Louisa Gross Horwitz-priset,  1992[15]
- Sir Hans Krebs-medaljen,  1993
- Ernst Schering-priset,  1993[16]
- Förbundsrepubliken Tysklands förtjänstorden - stora kommendörskorset,  1994
- Nobelpriset i fysiologi eller medicin, med  Edward B. Lewis och Eric F. Wieschaus,  1995[17][18]
- Baden-Württembergs förtjänstorden,  1996
- Goetheplaketten av Frankfurt am Main,  1996
- Förbundsrepubliken Tysklands förtjänstorden - stora kommendörskorset med stjärna,  1997
- Pour le Mérite för vetenskap och konst,  1997[19]
- Urania-Medaille,  2005
- Förbundsrepubliken Tysklands förtjänstorden – stora kommendörskorset med stjärna och axelrem,  2005
- Deutscher Stifterpreis,  2007
- Erna Hamburger Prize,  2007
- Österrikes hederskors för vetenskap och konst,  2009
- Hall of Fame för tysk forskning,  2012
- Fellow of the AACR Academy,  2014
- Maximiliansorden för konst och vetenskap,  2014
- Gregor Mendel-medaljen,  2022[20]
- Hedersdoktor vid Universitetet i Cambridge
- Hedersdoktor vid Tübingens universitet
- Hedersdoktor vid University of Bath
- EMBO-medlemskap
- Hedersdoktor vid universitetet i Utrecht
- Hedersdoktor vid Princeton University
- Hedersdoktor vid Saint Andrews-universitetet
- Hedersdoktor vid Harvard University
- Fellow of the American Academy of Arts and Sciences
- Hedersdoktor vid Freiburgs universitet
- Hedersdoktor vid Oxfords universitet

[Redigera Wikidata]